# Die wunderbaren Jahre (Film)
Die wunderbaren Jahre ist ein 1979 entstandener deutscher Spielfilm über das Lebensgefühl junger DDR-Bürger Mitte der 1970er Jahre. Regie führte Reiner Kunze, der hier seine gleichnamige literarische Vorlage verfilmte.

## Handlung
August 1968, Panzer der sozialistischen „Bruderstaaten“ rollen durch die Tschechoslowakei, um den dort aufblühenden Sozialismus mit menschlichem Antlitz brutal niederzuwalzen. Die junge Cornelia ist zu diesem Zeitpunkt gerade neun Jahre alt. Sieben Jahre später spürt sie an der Schule ihrer kleinen, thüringischen Heimatstadt noch immer die Konsequenzen dieses Gewaltaktes auf ihr Leben als DDR-Bürgerin. Ihre Lehrer wachen mit Argusaugen auf jedwede kritische und nicht linientreue Bemerkung und Handlung. Sorgfältig notieren sie sämtliche Äußerungen, die aus der halbwüchsigen Cornelia eine Verräterin an der sozialistischen Ideologie machen könnten. Denn Cornelia ist die Tochter Dr. Bergmanns, eines Übersetzers aus dem Tschechischen, der einst aus Protest gegen den Einmarsch in die Tschechoslowakei aus der SED ausgetreten ist, weil sich damals, neben sowjetischer Soldateska, auch DDR-Truppen am Überfall beteiligt hatten. Cornelia lernt den ein Jahr älteren und musikalisch hochbegabten Schüler Stephan kennen. Unter seinem Einfluss findet sie allmählich ihre eigene Identität, die sie als junger, eigenständig denkender Mensch stets gesucht hatte. Mit Stephan kann sie diskutieren, sich frei und ohne sozialistische Bevormundung austauschen und nach dem Wert des Lebens in einer Welt, in der viel verändert werden müsste, forschen. Die Flucht aus der sozialistisch-spießbürgerlichen Enge, der Formelhaftigkeit in einem diktatorischen System bieten die regelmäßigen Treffen mit dem Pfarrer, um den sie und einige ihrer Freunde sich scharen, weil der Gottesmann sich ihren Fragen stellt und nicht ausweicht oder mit einstudierten Phrasen antwortet. Ein gemeinsam vorbereitetes Orgelkonzert wird für die jungen Leute zu einem Schlüsselerlebnis.
Cornelias Gespräche im Pfarrhaus und ihr Engagement für das Orgelkonzert führen dazu, dass das staatliche Misstrauen gegenüber der eigenwilligen Frau immer stärker anwächst; denn die sozialistische Ideologie reagiert extrem kritisch, bisweilen sogar aggressiv auf eigenständig denkende und handelnde Individuen in einem Land, in dem die Masse alles und der Einzelne nichts gilt. Cornelias eigens aufgebautes, inneres Wertgefüge, auf das die SED weder Einfluss noch Zugriff hat, gilt dem Regime als ständige Bedrohung, die auszuschalten oberste Priorität besitzt. Eines Tages sehen die staatlichen Organe eine Möglichkeit, an einem der als renitent empfundenen Jugendlichen, nämlich Stephan, ein Exempel zu statuieren. Nach einer kritischen Äußerung seinerseits gegenüber seinem Schulleiter, einem SED-Mitglied, wird dem jungen Mann die Möglichkeit genommen, sich in Zukunft beruflich ganz auf die Musik zu konzentrieren. Trotz ihrer intensiven Beziehung, die zur Liebe geworden ist, kann Cornelia ihren Stephan nicht von einer Verzweiflungstat abhalten. Im Moment seines Todes bricht sie zusammen. Cornelia organisiert einen ostentativen Akt ihrer Trauer und des stillen Protests, alle Klassenkameraden tragen Trauerflor. Doch bald sieht auch sie für sich keinen Ausweg mehr und entschließt sich dazu, es Stephan gleichzutun und der mörderischen Enge, auch und vor allem der in den Köpfen der Parteigenossen, in diesem Land auf ultimative Weise zu entfliehen. Am Ende des Films steht ein Auto mit eingeschalteter Warnblinkanlage: Cornelias Eltern konnten im letzten Moment ihre Tochter davor bewahren, Stephans Verzweiflungsakt nachzufolgen. Doch die Frage bleibt offen, ob in der DDR des Jahres 1979, als dieser Film entstand, tatsächlich noch Hoffnung für junge Leute mit eigenen Vorstellungen und Gedanken besteht.

## Produktionsnotizen
Die wunderbaren Jahre ist eine Film-Fernsehproduktion und entstand an 42 Drehtagen vom 5. Juni bis zum 27. Juli 1979. Der Film passierte die FSK am 6. Dezember 1979 und wurde am 29. Februar 1980 in Berlin, Hamburg, Nürnberg und Bayreuth uraufgeführt.
Theaterregisseur Rudolf Noelte, der den 2,7 Millionen D-Mark (zirka 1,3 Millionen Euro) teuren Film begonnen hatte, stieg nach nur zehn Tagen Drehzeit aus dem Projekt wegen künstlerischer Differenzen aus. Kunze übernahm daraufhin die Regie. Die Herstellungsleitung hatte der Autor und Produzent Gottfried Wegeleben (* 1928 in Erfurt).
1980 erhielt Kunze für seine Arbeit den mit 50.000 DM dotierten Bayerischen Filmpreis.

## Kritiken
„Der Film zerrte mich zurück in meine DDR-Zeit. Die alten Requisiten erzeugten alte Reflexe, die Stasi-Fressen, das Zweitaktgeräusch der Wartburg-Limousine, die Blauhemden, der Jargon. Ich sah wieder mit Ostaugen den Osten. Die Pawlowsche Klingel tönte, der alte Speichel floß. Die biedere Erzählweise, die braven Filmschnitte suggerieren einen DEFA-Film. Und wenn wir uns auch mokieren über den Kitsch, er sitzt uns selber noch in den Knochen. Die Charaktere bilderbuchartig, Schablonen im Guten wie im Bösen. (…) Kunzes Film hat mich genarrt und zerschlagen. Ich verhungere dabei mit einem Völlegefühl im Herzen. DDR-Gerüche, aber wenig DDR. DDR-Wunden, aber wenig DDR. DDR-Wahrheiten, aber wenig Wahrheit. Opfer des Systems werden gezeigt, aber keine wirklich fortschrittlichen, keine wirklich reaktionären Opponenten. Bilderbuchbonzen werden gezeigt, aber keine Menschen. Ist eine halbe Wahrheit eine ganze Lüge? Wie kann ein Kunstwerk, das so ganz und gar ehrlich ist, dennoch täuschen? Die Tugend dieses Filmes ist eine niederschmetternde Wahrhaftigkeit. (…) Ich kann den bornierten Kunze beurteilen nur nach meinem bornierten Maß. Aber verurteilen kann ich den nicht. Und selbst, wenn ich mit all meiner Kritik recht hätte, die wirklichen Wirkungen so eines Films sind wahrscheinlich vermittelter und anders als ich es mir im Kopf ausdenken kann. Vielleicht erzeugt dieser Film beim breiten Publikum gar nicht diesen dumpf-selbstgerechten Haß gegen alles was DDR ist, gegen alles was links ist oder sein will.“

„Daß die Schauspieler zum Teil artig wie im Kindertheater deklamieren … daß der Film wortlastig und die Regie steif und unbeholfen bleibt … daß der Stil vom tremolierenden Pathos bis zu quälenden Symbolen, Klischees und Schwarzweiß-Malereien keine Peinlichkeit ausläßt, all das mag man dem Kino-Debütanten Kunze zugute halten. Doch daß man den beklemmenden Eindruck hat, nicht einen Film über die DDR zu sehen, sondern einen DDR-Film, und zwar einen aus den fünfziger Jahren, daß Kunze ständig in Bild und Ton unfreiwillig die Atmosphäre jenes Spießer-Muffs erzeugt, den er anprangern will, dekuvriert ihn selbst als das verklemmte Produkt jenes stickigen Milieus. (…) Kunze verficht immer nur die eine Wahrheit und macht es sich, verbohrt und erstaunlich selbstgerecht und oberflächlich, in der heilen Welt seiner gefühligen Einseitigkeit, in der stickigen Requisitenkammer seiner kleinbürgerlichen Kulturideologie bequem. Und er weiß natürlich, daß ein Film zwangsläufig noch einmal vergröbert, mit stärkeren Effekten und Affekten arbeitet und die komplexe Realität gegenüber der literarischen Vorlage ein weiteres Mal zur Schablone reduziert. Der Film ‚Die wunderbaren Jahre‘ liefert Emotionen statt Argumente, er denunziert und agitiert und paßt somit fatal zur neuesten Stimmung im Westen.“

„Reiner Kunzes Film ist ein energischer – von Überzeichnungen nicht freier – Protest gegen einen totalen Staat, der seinen Bürgern nicht den aufrechten Gang, sondern allenfalls den gebeugten Rücken gestattet. Der Autor selbst weist daraufhin, daß dieser Film nicht nur in der DDR spielen könnte. Dies sollte man bedenken, wenn man den Film sieht und nicht mißverstehen als propagandistisches Pamphlet gegen den anderen deutschen Staat. Zur Debatte steht bei Reiner Kunze die Freiheit des Individuums, er macht sie anhand seiner authentischen Erfahrungen fest an der DDR und kommt dabei zu einem vernichtenden Ergebnis: die vielbeschworene sozialistische Freiheit erweist sich als Apparat perfekter Unterdrückung.“

„Erstlingsfilm, dessen visuelle Umsetzung der Geschichte nicht ganz geglückt ist; auch die Absicht, die Probleme einer unterdrückten Jugend transparent zu machen, erscheint nicht ganz gelungen.“